# Форест-Хоум (кладбище, Форест-Парк)
Кладбище Форест-Хоум (англ. Forest Home Cemetery) — кладбище, расположенное по адресу 863 S. DesPlaines Ave, Форест-Парк, штат Иллинойс, рядом со скоростной автомагистралью Эйзенхауэра, на берегу реки Дес-Плейнс в округе Кук, к западу от Чикаго. Кладбище ведёт свою историю от двух соседних кладбищ: Немецкого Вальдхаймского (1873 г.) и Форест-Хоум (1876 г.), которые объединились в 1969 году.
Кладбище известно своим памятником мученикам Хеймаркета и окружающими его могилами.

## История
Нынешняя территория кладбища Форест-Хоум была местом расположения деревни народа потаватоми, а также захоронений до 1835 года. Фердинанд Хаазе, основатель города Форест-парка, и другие члены семьи Хаазе похоронены на территории, которая когда-то была усадьбой семьи Хаазе. Кладбище было официально основано и зарегистрировано в соответствии с законодательством штата Иллинойс в 1876 году.
Немецкое Вальдхаймское кладбище было организовано группой немецких масонских лож в 1873 году, первое захоронение состоялось 9 мая 1873 года. Кладбище Вальдхайм было создано как кладбище, не связанное с религией, где могли быть похоронены масоны, цыгане и немецкоязычные иммигранты в Чикаго, независимо от религиозной принадлежности.
Два соседних кладбища объединились 28 февраля 1969 года, и объединённое кладбище получило название Forest Home (Waldheim на немецком языке означает «лесной дом»).

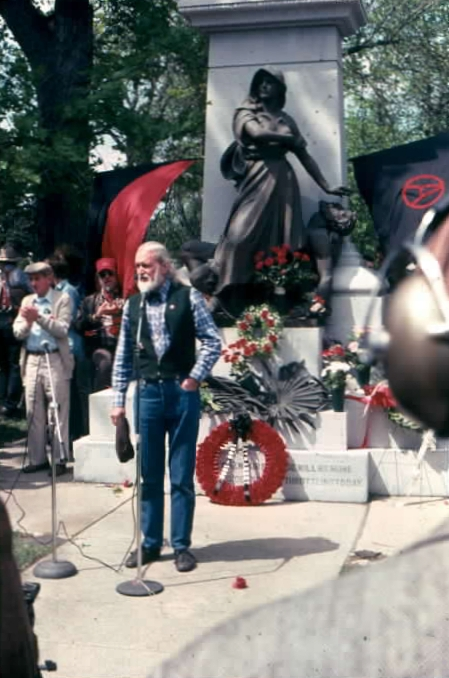
Церемония у памятника мученикам Хеймаркета на кладбище Форест-Хоум, Форест-Парк, Иллинойс, май 1986 года, с участием певца Юты Филипса и других в знак 100-летия Хеймаркетской бойни

Еврейское Вальдхаймское кладбище, расположенное через дорогу, является отдельным кладбищем и не связано с Forest Home.

## Мемориал Хеймаркета
«Мученики Хеймаркета», как стали называть пятерых обвиняемых, приговорённых к смертной казни по делу Хеймаркетской бойни, были похоронены в Вальдхайме, поскольку с момента его основания там проводилась политика недискриминации по признаку расы, этнической принадлежности или политики. Кроме того, это было единственное кладбище в районе Чикаго, которое приняло их останки:4. После их захоронения кладбище стало местом паломничества анархистов, левых и членов профсоюзов. В 1893 году был установлен памятник мученикам Хеймаркета по проекту скульптора Альберта Вайнерта. 
В знак уважения к мученикам Хеймаркета другие анархисты и социалисты позже нашли последнее пристанище в Вальдхайме, вплоть до XX века, в том числе:
- Слим Брандейдж[англ.][6]
- Вольтарина де Клер
- Юджин Деннис
- Иосиф Дицген
- Рая Дунаевская
- Элизабет Герли Флинн
- Уильям Фостер
- Гэс Холл
- Эмма Гольдман
- Аммон Хеннаси[англ.]
- Люси Парсонс
- Бен Рейтман[англ.]
- Франклин Роузмонт[англ.]
- Борис Еленский[англ.]